# Аскона дель Ойо, Хосе
Хосе Симон Аскона дель Ойо (исп. José Simón Azcona del Hoyo; 26 января 1927, Ла-Сейба, Гондурас — 24 октября 2005, Тегусигальпа, Гондурас) — гондурасский политический деятель, президент страны в 1986—1990 годах.

## Ранняя биография
С 1935 до 1949 года проживал в Кантабрии (Испания) с родителями матери. Он рос там во времена Гражданской войны. Вернулся на родину в 1949 году, работал в торговой компании своей семьи. Поступил в Национальный автономный университет Гондураса (UNAH), где получил инженерное образование, затем в Институт технологий и высших исследований Монтеррея (ITESM) в Мексике, где получил степень в области гражданского строительства. В 1949 году нелегально пересёк португальскую границу, чтобы избежать призыва в испанскую армию, и вернулся в Гондурас.
С 1973 по 1982 год занимал должность генерального директора Федерации жилищных кооперативов Гондураса (FEHCOVI), затем в 1975 году был назначен секретарём по организации и пропаганде Центрального совета Либерального движения Родиста. Был депутатом Национального конгресса до своего выдвижения официальным кандидатом от Либеральной партии. Был министром транспорта и коммуникаций в кабинете Р. Суасо Кордовы в 1982—1985 годах.

## Президентство
На президентских выборах 1985 года одержал победу, набрав 51,01 % голосов, отданных за Либеральную партию Гондураса, которая с тем же результатом выиграла парламентские выборы, проходившие в один день с президентскими. Аскона набрал 424 358 голосов (27,5 %, которые суммировались с голосами за Оскара Мехиа Арельяно от Либеральной партии Родиста — 250 419 голосов (16,2 %); Хосе Эфраина Бу Хирона от «Либерального движения Родиста» — 64 230 голосов (4,2 %); Карлоса Роберто Рейны от Революционно-демократического либерального движения (M-LÍDER) — 43 373 голоса (2,8 %) — то есть в сумме 786 771 голос, 51,01 %), в то время как его основной оппонент от Национальной партии Рафаэль Леонардо Кальехас — 656 882 голоса (42,6 %). После этого произошла историческая передача власти от одного конституционно избранного президента другому, что последний раз случалось в Гондурасе в 1948 году (впервые — в 1932 году).
Успехи Асконы на президентском посту были противоречивыми. Среди своих сторонников, а также большей части населения страны, он сам и его администрация имели репутацию честных и порядочных; однако его оппоненты полагали, что он проводит слабую экономическую политику (искусственно поддерживался курс гондурасской лемпиры по отношению к доллару США в пропорции 2:1), отмечали значительный дефицит бюджета и слабое развитие инвестиционных возможностей страны. Во времена его президентства постоянно возникали проблемы с поставкой горючего, а также рос внешний долг. Также во время его правления продолжились политические убийства левых политиков и активистов Гондурасского комитета защиты прав человека. 7 апреля 1988 года произошла крупнейшая в истории Гондураса антиамериканская демонстрация, в ходе которой протестующие сожгли консульство США и 25 автомобилей, находившихся за его пределами.
При его правлении особое внимание уделялось ремонту и строительству автодорог, улучшению качества образования. Он также был одним из главных архитекторов процесса умиротворения стран Центральной Америки, который начался в мае 1986 года в городе Эскипулас (Гватемала). Переговоры в 1987 году привели к соглашению, согласно которому начались разоружение и демобилизация никарагуанских контрас в 1990 году.

## Дальнейшая биография
После оставления поста президента сконцентрировался на развитии собственного строительного бизнеса.
24 октября 2005 года он умер от очередного сердечного приступа в собственном доме в Тегусигальпе в возрасте 78 лет.

## Семья
Во время своей поездки в Пенсаколу (Флорида, США) познакомился со своей будущей женой Мириам Бокок. Его сын, Хосе Симон, в 2006—2010 годах был депутатом Национального конгресса. Его дочь, Элизабет Аскона Бокок, занимала должность министра промышленности и предпринимательства в правительстве президента Мануэля Селайи. Есть также сыновья Роро и Хавьер Энрике.